# Nissan Motor Manufacturing (UK)

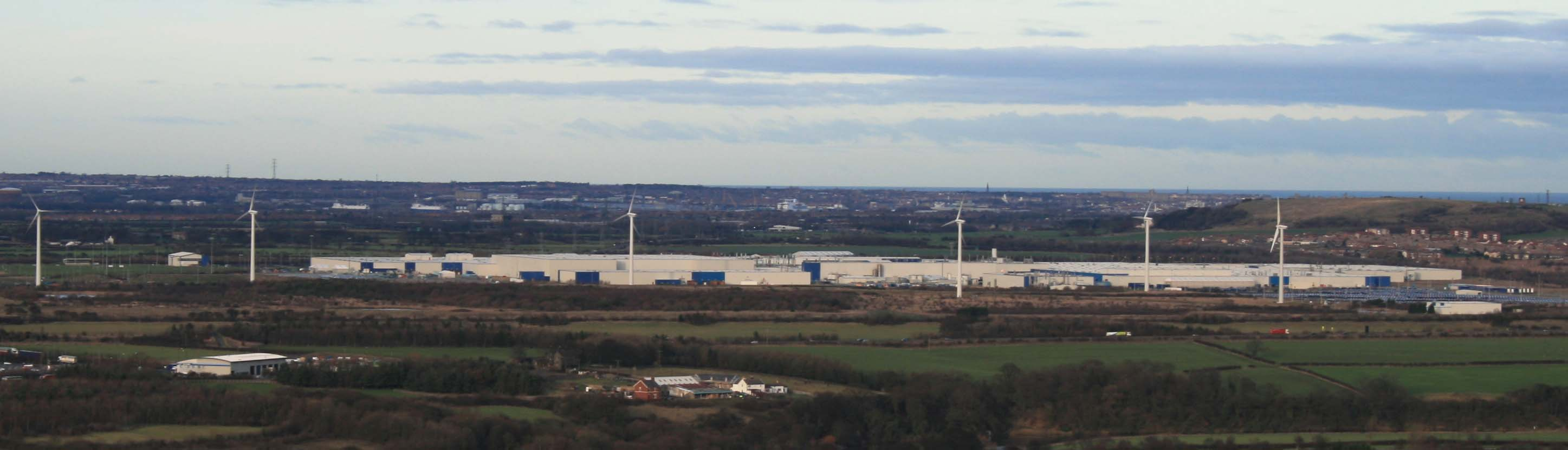
Foto des NMUK-Werkes in Washington.

Nissan Motor Manufacturing (UK) Ltd. (kurz NMUK) ist ein im britischen Washington (Sunderland) ansässiger Automobilhersteller, der eine Tochtergesellschaft von Nissan ist.

## Geschichte
Fahrzeuge der Marke Datsun wurden seit 1968 nach Großbritannien importiert. Mit rund 1,2 Millionen verkauften Exemplare bis 1986 gehörte Datsun zu den erfolgreichsten ausländischen Marken.
Ab 1981 begann Nissan damit, die Möglichkeiten eines Standorts in Großbritannien zu erörtern. Mit 1,2 Milliarden britischen Pfund zählte diese Investition in den 1980ern als größtes Einzelengagement eines japanischen Herstellers in Europa. Damit wurde zudem die Gesamtsumme aller bisherigen japanischen Engagements in Großbritannien übertroffen.
Das Unternehmen wurde 1984 gegründet. Als erstes Fahrzeug rollte im Juli 1986 ein Nissan Bluebird vom Band. An der Eröffnungszeremonie im September 1986 nahm auch Margaret Thatcher teil.
Zu Beginn waren 500 Mitarbeiter beschäftigt, die im ersten Jahr 5000 Fahrzeuge herstellten.
Seit 1988 werden Fahrzeuge (Linkslenker) auch nach Kontinentaleuropa exportiert. Bis 2006 wurden drei Millionen Fahrzeuge ausgeführt.
Im Jahr 1999 war NMUK der erste japanische Produzent, der in Europa mehr als eine Million Fahrzeuge hergestellt hatte. Seit 2008 funktioniert das Werk im Dreischichtbetrieb.
Bis 2014 wurden bei NMUK 7,7 Millionen Fahrzeuge hergestellt.
NMUK ist nach eigenen Angaben seit 1999 der größte Fahrzeughersteller des Landes. So ist jedes dritte in Großbritannien produzierte Fahrzeug ein Nissan. Gleichzeitig werden 80 % der Produktion in 130 Länder exportiert. Für 2016 und 2017 musste sich NMUK allerdings Jaguar Land Rover geschlagen geben.

## Modelle
Der Bluebird wurde von 1986 bis 1990 produziert (rund 200.000 Stück) und dann vom Primera abgelöst, der bis 2007 vom Band laufen sollte. Die Produktion wurde 1992 um den Micra (bis 2010) erweitert. Als drittes Modell kam im Jahr 2000 der Almera (bis 2006) hinzu, 2006 schließlich der Note.
Zum Produktportfolio gehören der Qashqai (seit 2006), der Juke (seit 2010, auch in der Version Nismo seit 2012), der Leaf (seit 2013), der Infiniti Q30 (seit 2015) und der Infiniti QX30 (seit 2016).
Der Qashqai war 2017 das meistproduzierte Fahrzeug Großbritanniens.

## Auszeichnungen
Das Unternehmen wurde mehrfach ausgezeichnet.
- 1993: Queen’s Award (für Exporte, zweite Auszeichnung)
- 1993: RSA Environmental Award
- 1994: Gold Award der Royal Society for the Prevention of Accidents (RoSPA)
- 2009: Queen’s Award (für Exporte)